# Timaios (Platon)
Timaios sau Timeu (în greacă veche ΤίμαιοςTímaios, latinizat Timaeus) este o lucrare târzie a filozofului grec Platon, scrisă sub formă de dialog. În ea este reprodusă textual o conversație fictivă, literară. Aceasta îl implică pe profesorul lui Platon, Socrate, un atenian aristocrat pe nume Critias și doi oaspeți din sudul Italiei populate de greci: filozoful Timaeus din Lokroi, după care este numit dialogul, și politicianul Hermocrate din Siracuza.
Socrate și Hermocrate vorbesc doar în dialogul introductiv. Apoi, Critias relatează despre un război defensiv pe care Atena, potrivit lui, l-a purtat și a câștigat în urmă cu nouă milenii împotriva miticului regat insular al Atlantidei. Apoi Timaeus ține o lungă prelegere natural-filosofică, care reprezintă de departe cea mai mare parte a dialogului.
Potrivit lui Timeu, cosmosul este modelat în principal de doi factori, rațiune și necesitate. În crearea universului, zeul creator sensibil și binevoitor, demiurgul, a dorit să obțină tot ce este mai bun posibil. Pentru a face acest lucru, a trebuit să se împace cu „necesitatea” - constrângeri date - și să creeze ordine din haosul materialului existent. El a clădit sufletul lumii, cu care a făcut din cosmos o ființă vie, cu suflet. El a atribuit sarcina de a crea corpul uman zeităților subordonate pe care le-a creat. El a făurit el însuși sufletele individuale nemuritoare. În contextul transmigrării sufletelor, ele intră în mod repetat în corpuri noi. Timeu arată aceasta cu accent pe bunătatea Creatorului și pe armonia și frumusețea lumii.
Din antichitate până în Evul Mediu târziu, Timeu a obținut cel mai puternic și mai durabil impact dintre toate lucrările lui Platon. În Evul Mediu a rămas până în secolul al XII-lea singura lucrare a gânditorului antic accesibilă savanților vorbitori de latină. Recepția a atins cea mai mare intensitate în secolul al XII-lea, când filozofii platonici ai Școlii din Chartres au încercat să armonizeze credința biblică în creație cu viziunea asupra lumii a Timeului. Cercetările moderne au preluat întrebarea, deja controversată în antichitate, dacă relatarea creației din dialog trebuie înțeleasă literal în sensul unui eveniment istoric specific sau simbolic ca o ilustrare a unei realități eterne. Conform concepției predominante astăzi, crearea demiurgului nu trebuie înțeleasă ca un eveniment care s-a încheiat deja, ci ca un proces în desfășurare.

## Galerie

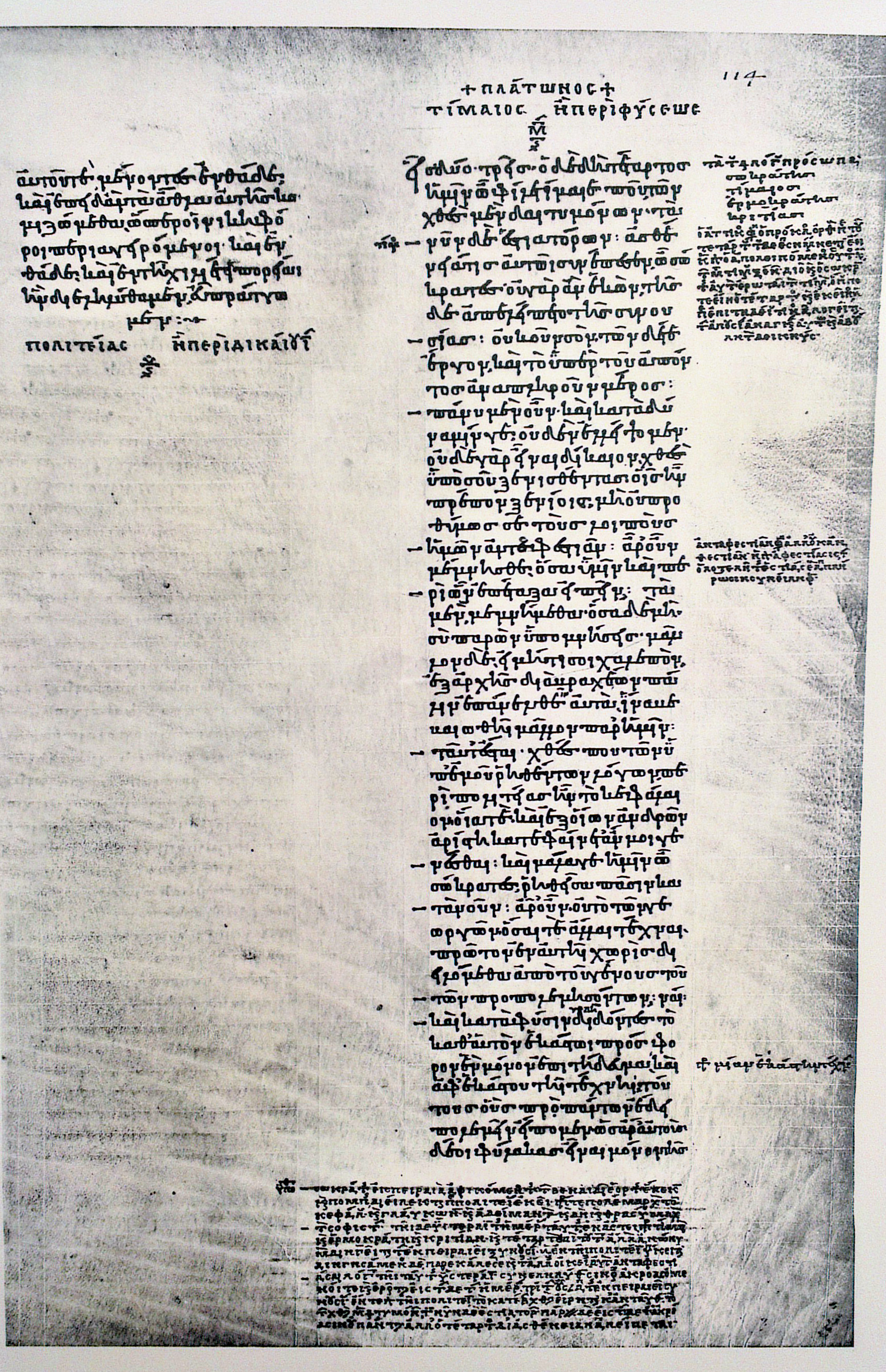
Începutul lui Timeu în cel mai vechi manuscris medieval care a supraviețuit, aflat la Paris, Bibliothèque Nationale (Secolul al IX-lea)
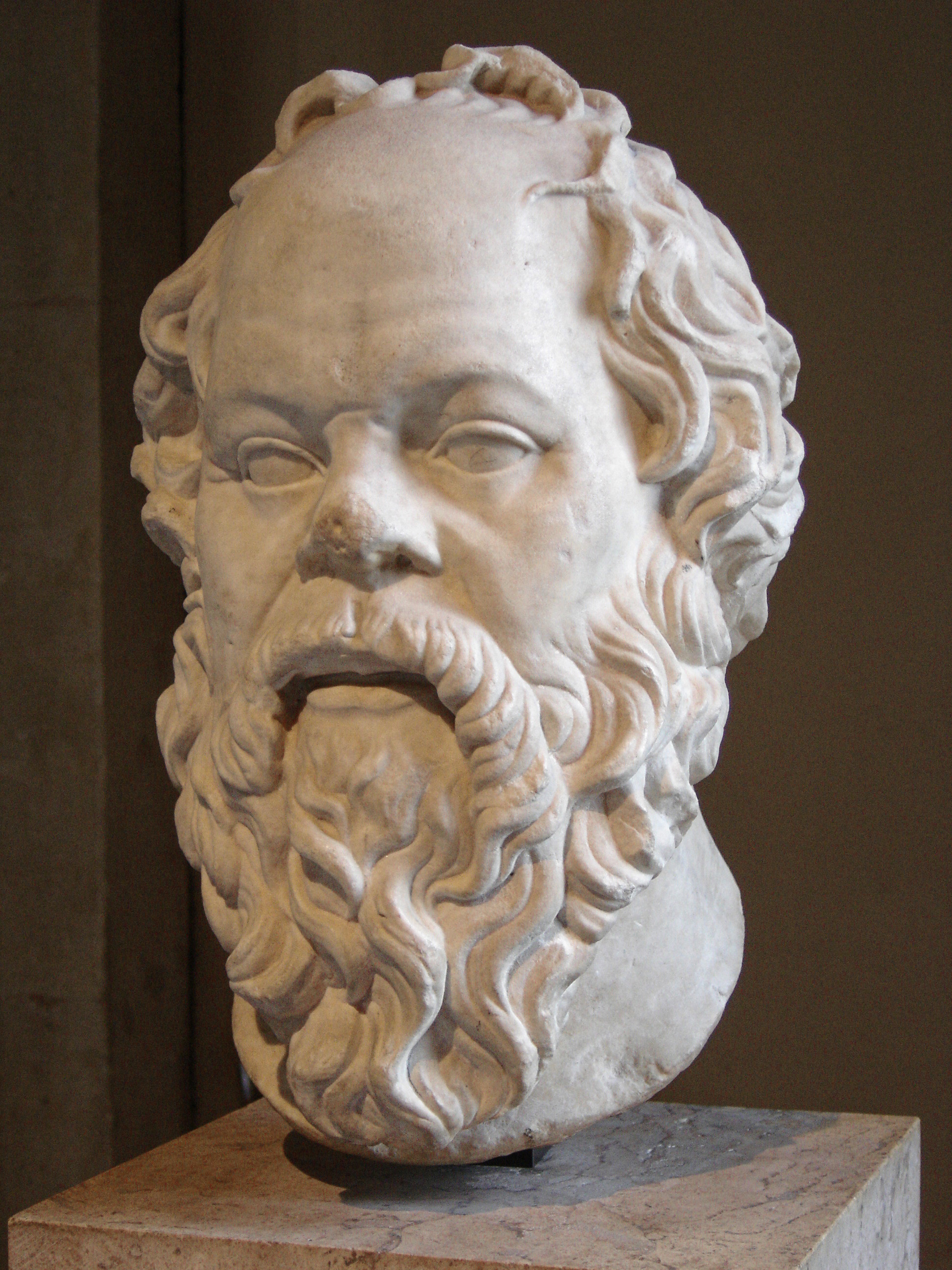
Socrate (bust roman, sec. I., Luvru, Paris)
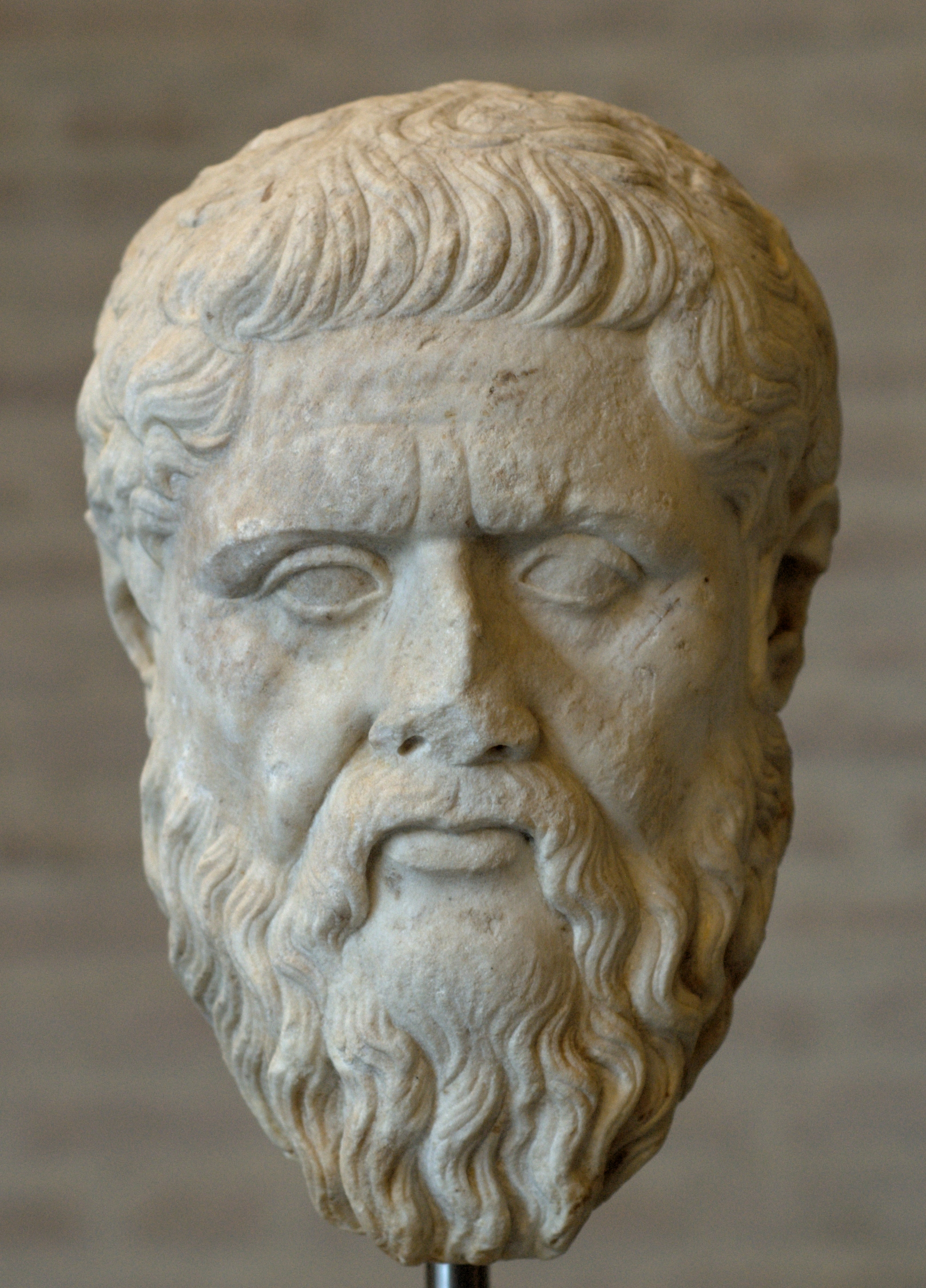
Bustul lui Platon (copie romană a portretului grecesc al lui Platon sculptat de Silanion, Gliptoteca din München)
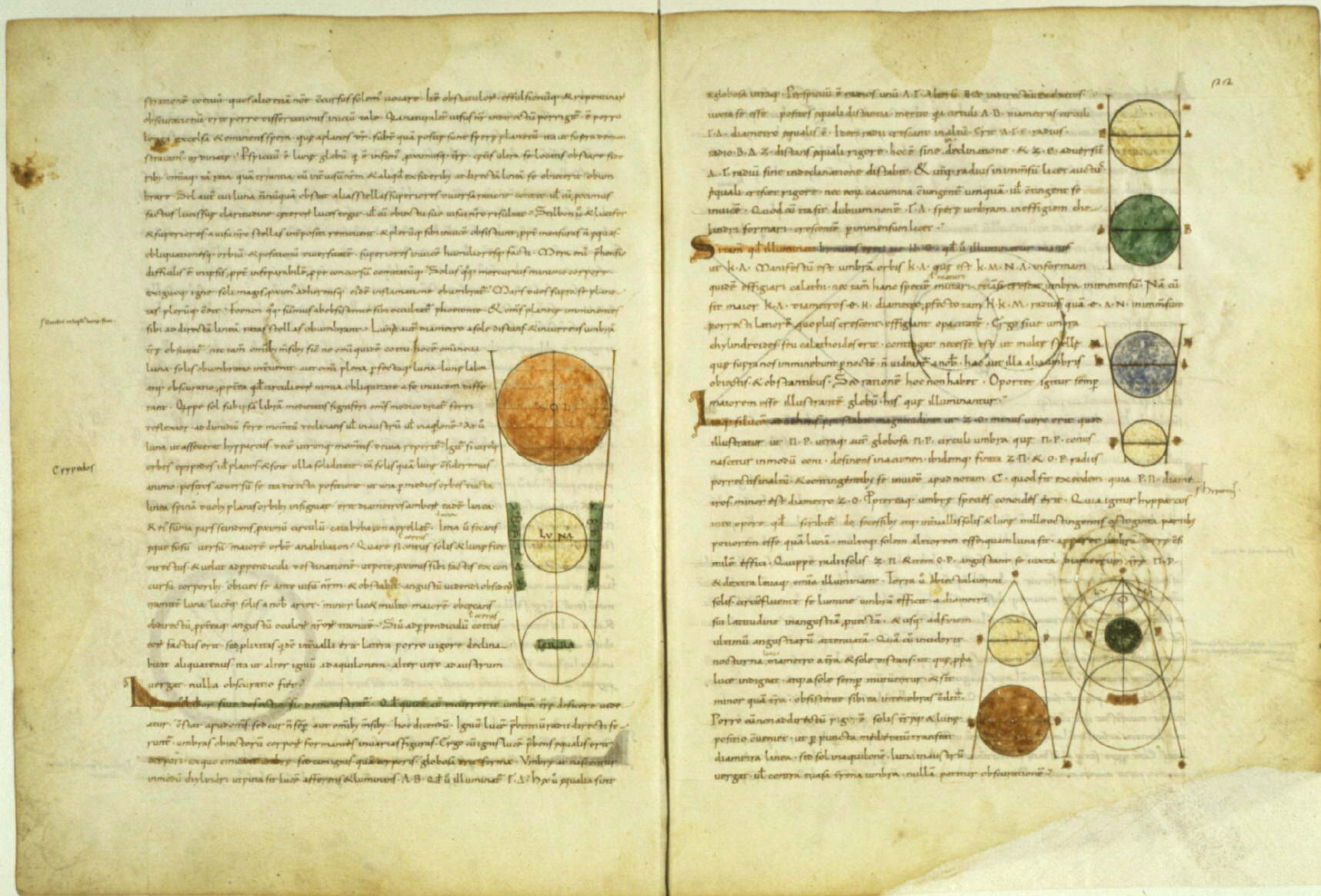
Manuscrisul medieval al comentariului lui Timaeus de Calcidius (Vatican, Codex Reginensis Latinus 1308, Secolul al XI-lea)
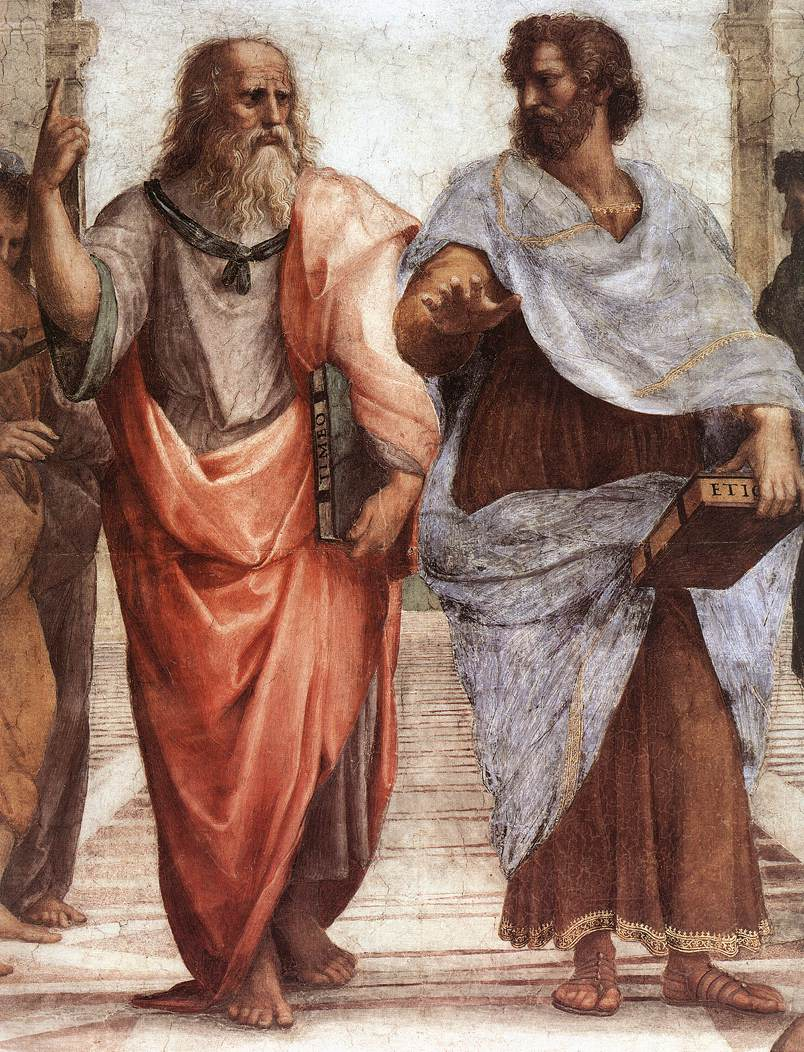
Platon (în stânga, ținând în mână Timaeus) și Aristotel; Detaliu din Școala din Atena a lui Rafael (probabil 1510/1511), Stanza della Segnatura, Vatican
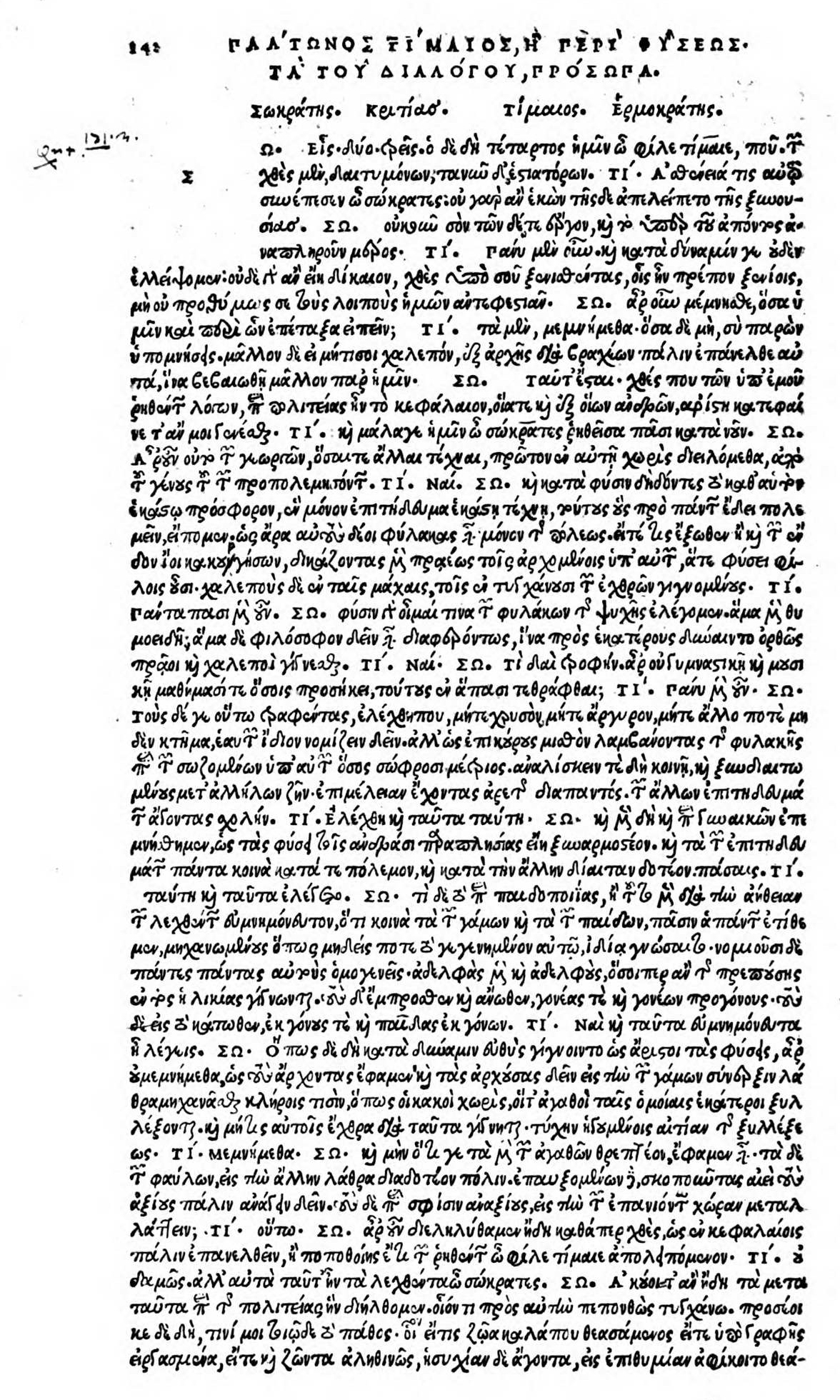
Prima pagină a Timeului în ediție princeps, Veneția 1513

## Traduceri în română
- Platon, „Timaios”, în Opere, vol. VII, traducere în limba română de Petru Creția și Cătălin Partenie, Editura Științifică, București, 1993, pp. 103-215.

### Considerații generale
- Luc Brisson : Le Même et l'Autre dans la Structure Ontologique du Timeée de Plato. Un commentaire systématique du Timeée de Plato. Ediția a III-a revizuită, Academia Verlag, Sankt Augustin 1998, ISBN 3-89665-053-X .
- Anne Freire Ashbaugh: Plato’s Theory of Explanation. A Study of the Cosmological Account in the Timaeus. State University of New York Press, Albany 1988, ISBN 0-88706-608-9 .
- Karen Gloy : Studien zur platonischen Naturphilosophie im Timaios. Königshausen & Neumann, Wuerzburg 1986, ISBN 3-88479-247-4
- Thomas Kjeller Johansen: Plato’s natural philosophy. A study of the Timaeus-Critias. Cambridge University Press, Cambridge 2004, ISBN 0-521-79067-0 .
- Wolfgang Scheffel: Aspekte der platonischen Kosmologie. Untersuchungen zum Dialog „Timaios“ (= Philosophia antiqua, vol. 29). Brill, Leiden 1976, ISBN 90-04-04509-0 .

### Text original grecesc
Timeu după ediția de John Burnet, 1902

### Traducerea latină a lui Calcidius
- Platonis Timaeus interprete Chalcidio cum eiusdem commentario Arhivat în 18 iunie 2010, la Wayback Machine., text al ediției de Johann Wrobel, Leipzig 1876
- Platonis Timaeus
- Platonis Timaeus
- Timaeus, traducerea lui Calcidius în manuscrisul Digby 23 al Bibliotecii Bodleian, Oxford (sec. XII)

### Traducerea latină a lui Cicero
- Marci Tullii Ciceronis Timaeus
- Cicéron, traduction du Timée de Platon, text latin cu traducere franceză

### Alte legături externe
- Donald Zeyl: Plato’s Timaeus. În: Edward N. Zalta (ed.): Stanford Encyclopedia of Philosophy.
- Frank Grabowski: Plato: The Timaeus. În: J. Fieser, B. Dowden (ed.): Internet Encyclopedia of Philosophy.
- Kyung Jik Lee: Der Begriff des Raumes im „Timaios“ im Zusammenhang mit der Naturphilosophie und der Metaphysik Platons. Disertație, Konstanz 1999 (în germană)